# 마리카 쇼포스카
마리카 쇼포스카(체코어: Marika Šoposká, 1989년 11월 12일~)는 체코의 배우이다.